# Longer
Longer is een single van de Amerikaanse singer-songwriter Dan Fogelberg. Het is een superromantisch liedje.
Het lied is afkomstig van het studioalbum Phoenix, dat matig verkocht in Nederland, maar des te meer in de Verenigde Staten. Fogelberg vertelde later dat het geschreven is in Maui en dat het daarom waarschijnlijk zo romantisch is. Het scheen hem, dat het liedje er altijd al was en hem kwam aanwaaien. De eerste regels luiden vertaald:
- Langer dan er vissen in de oceaan zwemmen
- Hoger dan ooit een vogel gevlogen heeft
- Langer dan er sterren aan de hemel staan
- Ben ik verliefd op jou.

Het succes had ook een keerzijde. Het romantische liedje heeft ook de nominatie gekregen als een van de liedjes die de meeste ergernissen opriep: Muzak van de bovenste plank. Fogelberg zei er ook over "het is het liedje dat mij in de liften kreeg".
Het lied wordt gespeeld door Fogelberg zelf op de akoestische gitaar, Jerry Hey op flugelhorn en Gail Levant op harp, begeleid door strijkers.
B-kant was Along the road, ook van Phoenix. De hoes had geen afbeelding, alleen het logo van Epic.
In de Verenigde Staten piekte het nummer enkele weken op nr. 2 van de Billboard Hot 100, doch in Nederland kwam het nummer in april 1980 niet verder dan een elfde plaats in de Tipparade.

## NPO Radio 2 Top 2000
| Nummer met noteringen in de NPO Radio 2 Top 2000 | '99  | '00 | '01  | '02  | '03  | '04  |
| ------------------------------------------------ | ---- | --- | ---- | ---- | ---- | ---- |
| Longer                                           | 1655 | -   | 1082 | 1418 | 1864 | 1892 |

1. ↑  Een '-' betekent dat het nummer niet was genoteerd en een vetgedrukt getal geeft de hoogste notering aan.
2. ↑  Deze tabel is bijgewerkt tot en met de laatste editie (2024).